# Nein

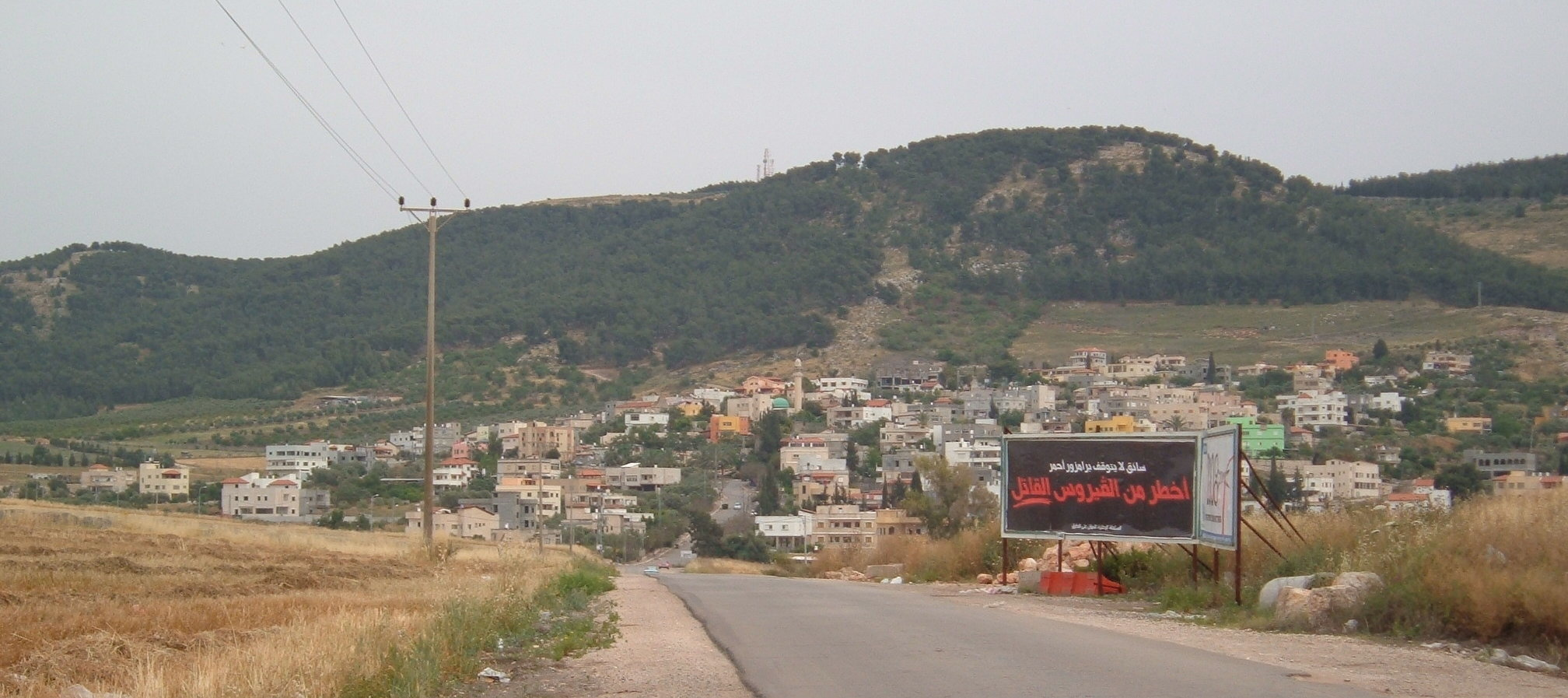
Nein

Nein, conosciuto anche come Nain o Naim, è un villaggio arabo situato in Israele. Si trova in Galilea, nel Distretto Settentrionale, nel Sottodistretto di Jezreel, a circa 14 Km da Nazareth e a breve distanza dal Monte Tabor. Dipende dal Consiglio regionale di Bustan al-Marj. Secondo il censimento del 2017, Nein ha 1 814 abitanti.
Nel Vangelo secondo Luca è citato come il luogo in cui avvenne il miracolo della risurrezione del figlio della vedova di Nain.

## Storia
Nain è menzionata negli scritti di Eusebio di Cesarea, che la localizza vicino al Monte Tabor e al villaggio di Endor. I Crociati la identificarono come la località menzionata nel Nuovo Testamento e costruirono una chiesa nel luogo dove sorgeva la casa della vedova in cui accadde il miracolo di Gesù. La chiesa andò successivamente in rovina. Nell’Ottocento, lo studioso Edward Robinson confermò l’identificazione di Nein con la Nain menzionata dal Vangelo di Luca. Nel 1881 i Francescani di Terra Santa acquistarono le rovine della chiesa e costruirono una nuova chiesa dove sorgeva la vecchia chiesa.